# Rohan Bopanna
Rohan Bopanna (* 4. března 1980 Bengalúr) je indický profesionální tenista, deblový specialista. V roce 2024 byl světovou jedničkou ve čtyřhře, kterou se poprvé stal jako šedesátý první od zavedení žebříčku ATP v roce 1976 a třetí Ind po Bhúpátím a Paesovi. Ve třech obdobích strávil na čele osm týdnů. Ve 44 letech rovněž vytvořil věkový rekord nejstarší jedničky bez rozdílu soutěže. Na grandslamu vyhrál mužskou čtyřhru Australian Open 2024 s Matthewem Ebdenem a smíšenou soutěž French Open 2017 s Gabrielou Dabrowskou. Jako poražený finalista skončil v mixu Australian Open 2018 a 2023. Zahrál si také finále mužské čtyřhry US Open 2010 po boku Kúrešího a US Open 2023 se Salisburym. Dvakrát odešel poražen z finále čtyřhry Turnaje mistrů, v roce 2012 spolu s Bhúpatím a roku 2015 v páru s Mergeou. 
Ve své dosavadní kariéře na okruhu ATP Tour vyhrál dvacet šest deblových turnajů včetně Australian Open a šesti Mastersů. Deblovým triumfem na BNP Paribas Open 2023 v Indian Wells se ve 43 letech a 15 dnech stal nejstarším vítězem předchozí historie Mastersů. Na US Open 2023 pak ve 43 letech a 6 měsících představoval nejstaršího finalistu deblového grandslamu v otevřené éře. Na challengerech ATP získal jeden titul ve dvouhře a jedenáct ve čtyřhře.
Na žebříčku ATP byl ve dvouhře nejvýše klasifikován v červenci 2007 na 213. místě a ve čtyřhře pak v lednu 2024 na 1. místě. Trénuje ho Scott Davidoff.
V indickém daviscupovém týmu debutoval v roce 2002 adelaidskou kvalifikací Světové skupiny proti Austrálii, v níž prohrál dvouhru s Draperem. Australané zvítězili 5:0 na zápasy. Do února 2024 v soutěži nastoupil k třiceti třem mezistátním utkáním s bilancí 10–17 ve dvouhře a 13–10 ve čtyřhře. V letech 2007 a 2008 byl členem indického výběru na Hopmanově poháru v Perthu.
Indii reprezentoval na londýnských Letních olympijských hrách 2012. V mužské čtyřhře vytvořil sedmou nasazenou dvojici s Bhúpatím. Ve druhém kole je vyřadili Francouzi Benneteau s Gasquetem. Zúčastnil se také Her XXXI. olympiády v Riu de Janeiru, kde v úvodním kole čtyřhry s Paesem podlehli polskému páru Kubot a Matkowski. Do smíšené soutěže nastoupil s deblovou světovou jedničkou Saniou Mirzaovou. V boji o bronzovou medaili však nenašli recept na českou dvojici Lucie Hradecká a Radek Štěpánek.
V roce 2010 Bopannu a Kúrešího Asociace tenisových profesionálů ocenila jako Humanitáře roku – Cenou Arthura Ashe za lidský čin.

## Soukromý život
Žije v rodném Bengalúru, kde v rámci oslav třicátých šestých narozenin založil tenisovou akademii. Tenis začal hrát relativně pozdě, až v jedenácti letech. Za preferovaný povrch uvedl trávu. V listopadu 2012 se po dvouletém vztahu oženil v karnátaském Coorgu se Suprijou Annaiahovou, s níž má dceru Tridhu.

## Světová jednička ve čtyřhře po titulu na Australian Open 2024
Posun do čela deblového žebříčku ATP mu zajistila semifinálová účast na Australian Open 2024. Čtyřhru s Matthewem Ebdenem následně ovládli, po finálové výhře nad Italy Simonem Bolellim s Andreou Vavassorim. Po triumfech na Qatar Open a Indian Wells Masters 2023 získali třetí společnou trofej a vylepšili grandslamové maximum z finále US Open 2023.
Rohan Bopanna vybojoval první grandslam v mužské čtyřhře až při své 61. účasti na  turnajích velké čtyřky, čímž o tři účasti překonal Ramův rekord nejdéle čekajícího deblisty na titul. Na Australian Open startoval posedmnácté. Ebden se stal jeho dvanáctým spoluhráčem, v rámci všech majorů pak devatenáctým. V otevřené éře tenisu (od roku 1968) se rovněž ve 43 letech a 329 dnech stal nejstarším grandslamovým šampionem ve čtyřhře.
Po skončení Australian Open se 29. ledna 2024 poprvé posunul na 1. místo deblové klasifikace ATP, jako šedesátý první od zavedení žebříčku čtyřhry ATP v roce 1976 a třetí Ind po Bhúpátím a Paesovi. Ve 43 letech a 331 dnech vytvořil věkový rekord nejstarší jedničky bez rozdílu soutěže. Překonal rekord 38letého Rajeeva Rama v prvním období z roku 2022, i vůbec nejstarší deblové jedničky Mika Bryana, který naposledy čelo opustil v červenci 2019 ve 41 letech a 76 dnech. V závěru února 2024 jej po čtyřech týdnech na čele vystřídal spoluhráč Ebden. Po týdnu se na vrchol opět vrátil a po skončení Indian Wells Open, v polovině března 2024, ho na prvním místě nahradil Austin Krajicek. Po triumfu na Miami Open 2024 se na počátku dubna stal potřetí jedničkou. Ve věku 44 let a 28 dní překonal vlastní věkový rekord nejstaršího prvního hráče klasifikace. Po čtrnácti dnech se v polovině dubna do čela vrátil spoluhráč Ebden.

## Finále na Grand Slamu

### Mužská čtyřhra: 3 (1–2)
| Stav      | rok  | turnaj          | povrch | spoluhráč     | soupeři ve finále               | výsledek           |
| --------- | ---- | --------------- | ------ | ------------- | ------------------------------- | ------------------ |
| Finalista | 2010 | US Open         | tvrdý  | Ajsám Kúreší  | Bob Bryan Mike Bryan            | 6–7(5–7), 6–7(4–7) |
| Finalista | 2023 | US Open         | tvrdý  | Matthew Ebden | Rajeev Ram Joe Salisbury        | 6–2, 3–6, 4–6      |
| Vítěz     | 2024 | Australian Open | tvrdý  | Matthew Ebden | Simone Bolelli Andrea Vavassori | 7–6(7–0), 7–5      |

### Smíšená čtyřhra: 3 (1–2)
| Stav      | rok  | turnaj          | povrch | spoluhráčka        | soupeři ve finále                          | výsledek          |
| --------- | ---- | --------------- | ------ | ------------------ | ------------------------------------------ | ----------------- |
| Vítěz     | 2017 | French Open     | antuka | Gabriela Dabrowská | Anna-Lena Grönefeldová Robert Farah Maksúd | 2–6, 6–2, [12–10] |
| Finalista | 2018 | Australian Open | tvrdý  | Tímea Babosová     | Gabriela Dabrowská Mate Pavić              | 6–2, 4–6, [9–11]  |
| Finalista | 2023 | Australian Open | tvrdý  | Sania Mirzaová     | Luisa Stefaniová Rafael Matos              | 6–7(2–7), 2–6     |

## Finále Turnaje mistrů

### Čtyřhra: 2 (0–2)
| Stav      | rok  | turnaj                 | povrch    | spoluhráč     | soupeři ve finále             | výsledek         |
| --------- | ---- | ---------------------- | --------- | ------------- | ----------------------------- | ---------------- |
| Finalista | 2012 | Londýn, Velká Británie | tvrdý (h) | Maheš Bhúpatí | Marcel Granollers Marc López  | 5–7, 6–3, [3–10] |
| Finalista | 2015 | Londýn, Velká Británie | tvrdý (h) | Florin Mergea | Jean-Julien Rojer Horia Tecău | 4–6, 3–6         |

## Zápasy o olympijské medaile

### Smíšená čtyřhra: 1 (0–1)
| Stav     | datum          | turnaj                   | povrch | spoluhráčka    | soupeři v zápase o medaili    | výsledek |
| -------- | -------------- | ------------------------ | ------ | -------------- | ----------------------------- | -------- |
| 4. místo | 14. srpna 2016 | Rio de Janeiro, Brazílie | tvrdý  | Sania Mirzaová | Lucie Hradecká Radek Štěpánek | 1–6, 5–7 |

## Finále na okruhu ATP Tour

### Čtyřhra: 63 (26–37)
| Legenda (před / od 2009)                           |
| -------------------------------------------------- |
| Grand Slam (1–2)                                   |
| Turnaj mistrů (0–2)                                |
| ATP Masters Series / ATP Tour Masters 1000 (6–8)   |
| ATP International Series Gold / ATP Tour 500 (5–3) |
| ATP International Series / ATP Tour 250 (14–21)    |

| Finále podle povrchu |
| -------------------- |
| tvrdý (22–25)        |
| antuka (2–8)         |
| tráva (2–4)          |

| Finále podle prostředí |
| ---------------------- |
| venku (20–28)          |
| hala (6–9)             |

| Stav      | č.  | datum              | turnaj                                | povrch    | spoluhráč              | soupeři ve finále                          | výsledek                   |
| --------- | --- | ------------------ | ------------------------------------- | --------- | ---------------------- | ------------------------------------------ | -------------------------- |
| Finalista | 1.  | 2. ledna 2006      | Čennaj Indie                          | tvrdý     | Prakáš Amritraž        | Michal Mertiňák Petr Pála                  | 2–6, 5–7                   |
| Finalista | 2.  | 25. září 2006      | Bombaj, Indie                         | tvrdý     | Mustafa Ghouse         | Mario Ančić Maheš Bhúpatí                  | 4–6, 7–6(8–6), [8–10]      |
| Finalista | 3.  | 24. září 2007      | Bombaj, Indie                         | tvrdý     | Ajsám Kúreší           | Robert Lindstedt Jarkko Nieminen           | 6–7(3–7), 6–7(5–7)         |
| Finalista | 4.  | 13. července 2008  | Newport, Spojené státy                | tráva     | Ajsám Kúreší           | Mardy Fish John Isner                      | 4–6, 6–7(1–7)              |
| Vítěz     | 1.  | 4. srpna 2008      | Los Angeles, Spojené státy            | tvrdý     | Eric Butorac           | Travis Parrott Dušan Vemić                 | 7–6(7–5), 7–6(7–5)         |
| Finalista | 5.  | 18. října 2008     | Petrohrad, Rusko                      | tvrdý (h) | Max Mirnyj             | Travis Parrott Filip Polášek               | 6–3, 6–7(4–7), [8–10]      |
| Finalista | 6.  | 15. února 2009     | San Jose, Spojené státy               | tvrdý (h) | Jarkko Nieminen        | Tommy Haas Radek Štěpánek                  | 2–6, 3–6                   |
| Vítěz     | 2.  | 7. února 2010      | Johannesburg, JAR                     | tvrdý     | Ajsám Kúreší           | Karol Beck Harel Levy                      | 2–6, 6–3, [10–5]           |
| Finalista | 7.  | 11. dubna 2010     | Casablanca, Maroko                    | antuka    | Ajsám Kúreší           | Robert Lindstedt Horia Tecău               | 2–6, 6–3, [7–10]           |
| Finalista | 8.  | 22. května 2010    | Nice, Francie                         | antuka    | Ajsám Kúreší           | Marcelo Melo Bruno Soares                  | 6–1, 3–6, [5–10]           |
| Finalista | 9.  | 25. července 2010  | Atlanta, Spojené státy                | tvrdý     | Kristof Vliegen        | Scott Lipsky Rajeev Ram                    | 6–3, 6–7, [10–12]          |
| Finalista | 10. | 28. srpna 2010     | New Haven, Spojené státy              | tvrdý     | Ajsám Kúreší           | Robert Lindstedt Horia Tecău               | 4–6, 5–7                   |
| Finalista | 11. | 11. září 2010      | US Open, New York, Spojené státy      | tvrdý     | Ajsám Kúreší           | Bob Bryan Mike Bryan                       | 6–7, 6–7                   |
| Finalista | 12. | 28. září 2010      | Petrohrad, Rusko                      | tvrdý (h) | Ajsám Kúreší           | Daniele Bracciali Potito Starace           | 6–7, 6–7                   |
| Vítěz     | 3.  | 12. června 2011    | Halle, Německo                        | tráva     | Ajsám Kúreší           | Robin Haase Milos Raonic                   | 7–6(8), 3–6, [11–9]        |
| Vítěz     | 4.  | 23. října 2011     | Stockholm, Švédsko                    | tvrdý (h) | Ajsám Kúreší           | Marcelo Melo Bruno Soares                  | 6–1, 6–3                   |
| Vítěz     | 5.  | 13. listopadu 2011 | Paříž, Francie                        | tvrdý (h) | Ajsám Kúreší           | Julien Benneteau Nicolas Mahut             | 6–2, 6–4                   |
| Vítěz     | 6.  | 3. března 2012     | Dubaj, Spojené arabské emiráty        | tvrdý     | Maheš Bhúpatí          | Mariusz Fyrstenberg Marcin Matkowski       | 6–4, 3–6, [10–5]           |
| Finalista | 13. | 20. srpna 2012     | Cincinnati, Spojené státy             | tvrdý     | Maheš Bhúpatí          | Robert Lindstedt Horia Tecău               | 4–6, 4–6                   |
| Finalista | 14. | 14. října 2012     | Šanghaj, Čína                         | tvrdý     | Maheš Bhúpatí          | Leander Paes Radek Štěpánek                | 7–6(9–7), 3–6, [5–10]      |
| Vítěz     | 7.  | 4. listopadu 2012  | Paříž, Francie                        | tvrdý (h) | Maheš Bhúpatí          | Ajsám Kúreší Jean-Julien Rojer             | 7–6(8–6), 6–3              |
| Finalista | 15. | 12. listopadu 2012 | Turnaj mistrů, Londýn, Velká Británie | tvrdý (h) | Maheš Bhúpatí          | Marcel Granollers Marc López               | 5-7, 6-3, [3-10]           |
| Vítěz     | 8.  | 24. února 2013     | Marseille, Francie                    | tvrdý (h) | Colin Fleming          | Ajsám Kúreší Jean-Julien Rojer             | 6-4, 7-6(7-3)              |
| Finalista | 16. | květen 2013        | Řím, Itálie                           | antuka    | Maheš Bhúpatí          | Bob Bryan Mike Bryan                       | 2–6, 3–6                   |
| Vítěz     | 9.  | říjen 2013         | Tokio, Japonsko                       | tvrdý     | Édouard Roger-Vasselin | Jamie Murray John Peers                    | 7–6(7–5), 6–4              |
| Finalista | 17. | leden 2014         | Sydney, Austrálie                     | tvrdý     | Ajsám Kúreší           | Daniel Nestor Nenad Zimonjić               | 6–7(3–7), 6–7(3–7)         |
| Vítěz     | 10. | březen 2014        | Dubaj, Spojené arabské emiráty (2)    | tvrdý     | Ajsám Kúreší           | Daniel Nestor Nenad Zimonjić               | 6–4, 6–3                   |
| Finalista | 18. | květen 2014        | Nice, Francie                         | antuka    | Ajsám Kúreší           | Martin Kližan Philipp Oswald               | 2–6, 0–6                   |
| Vítěz     | 11. | leden 2015         | Sydney, Austrálie                     | tvrdý     | Daniel Nestor          | Jean-Julien Rojer Horia Tecău              | 6–4, 7–6(7–5)              |
| Vítěz     | 12. | únor 2015          | Dubaj, Spojené arabské emiráty (3)    | tvrdý     | Daniel Nestor          | Ajsám Kúreší Nenad Zimonjić                | 6–4, 6–1                   |
| Finalista | 19. | duben 2015         | Casablanca, Maroko                    | antuka    | Florin Mergea          | Rameez Junaid Adil Shamasdin               | 6–3, 2–6, [7–10]           |
| Vítěz     | 13. | květen 2015        | Madrid, Španělsko                     | antuka    | Florin Mergea          | Marcin Matkowski Nenad Zimonjić            | 6–2, 6–7(5–7), [11–9]      |
| Vítěz     | 14. | červen 2015        | Stuttgart, Německo                    | tráva     | Florin Mergea          | Alexander Peya Bruno Soares                | 5–7, 6–2, [10–7]           |
| Finalista | 20. | červen 2015        | Halle, Německo                        | tráva     | Florin Mergea          | Raven Klaasen Rajeev Ram                   | 6–7(5–7), 2–6              |
| Finalista | 21. | listopad 2015      | Turnaj mistrů, Londýn, Velká Británie | tvrdý (h) | Florin Mergea          | Jean-Julien Rojer Horia Tecău              | 4–6, 3–6                   |
| Finalista | 22. | leden 2016         | Sydney, Austrálie                     | tvrdý     | Florin Mergea          | Jamie Murray Bruno Soares                  | 3–6, 6–7(6–8)              |
| Finalista | 23. | květen 2016        | Madrid, Španělsko                     | antuka    | Florin Mergea          | Jean-Julien Rojer Horia Tecău              | 4–6, 6–7(5–7)              |
| Vítěz     | 15. | leden 2017         | Čennaí, Indie                         | tvrdý     | Džívan Nedunčežijan    | Purav Radža Divij Šaran                    | 6–3, 6–4                   |
| Finalista | 24. | březen 2017        | Dubaj, Spojené arabské emiráty        | tvrdý     | Marcin Matkowski       | Jean-Julien Rojer Horia Tecău              | 6–4, 3–6, [3–10]           |
| Vítěz     | 16. | duben 2017         | Monte-Carlo, Monako                   | antuka    | Pablo Cuevas           | Feliciano López Marc López                 | 6–3, 3–6, [10–4]           |
| Finalista | 25. | červen 2017        | Eastbourne, Velká Británie            | tráva     | André Sá               | Bob Bryan Mike Bryan                       | 7–6(7–4), 4–6, [3–10]      |
| Finalista | 26. | srpen 2017         | Montréal, Kanada                      | tvrdý     | Ivan Dodig             | Pierre-Hugues Herbert Nicolas Mahut        | 4–6, 6–3, [6–10]           |
| Vítěz     | 17. | říjen 2017         | Vídeň, Rakousko                       | tvrdý (h) | Pablo Cuevas           | Marcelo Demoliner Sam Querrey              | 7–6(9–7), 6–7(4–7), [11–9] |
| Vítěz     | 18. | leden 2019         | Puné, Indie                           | tvrdý     | Divij Šaran            | Luke Bambridge Jonny O'Mara                | 6–3, 6–4                   |
| Finalista | 27. | červen 2019        | Stuttgart, Německo                    | tráva     | Denis Shapovalov       | John Peers Bruno Soares                    | 5–7, 3–6                   |
| Vítěz     | 19. | leden 2020         | Dauhá, Katar                          | tvrdý     | Wesley Koolhof         | Luke Bambridge Santiago González           | 3–6, 6–2, [10–6]           |
| Finalista | 28. | říjen 2020         | Antverpy, Belgie                      | tvrdý (h) | Matwé Middelkoop       | John Peers Michael Venus                   | 3–6, 4–6                   |
| Vítěz     | 20. | leden 2022         | Adelaide, Austrálie                   | tvrdý     | Ramkumar Ramanathan    | Ivan Dodig Marcelo Melo                    | 7–6(8–6), 6–1              |
| Vítěz     | 21. | leden 2022         | Puné, Indie                           | tvrdý     | Ramkumar Ramanathan    | Luke Saville John-Patrick Smith            | 6–7(10–12), 6–3, [10–6]    |
| Finalista | 29. | únor 2022          | Dauhá, Katar                          | tvrdý     | Denis Shapovalov       | Wesley Koolhof Neal Skupski                | 6–7(4–7), 1–6              |
| Finalista | 30. | červenec 2022      | Hamburk, Německo                      | antuka    | Matwé Middelkoop       | Lloyd Glasspool Harri Heliövaara           | 2–6, 4–6                   |
| Vítěz     | 22. | říjen 2022         | Tel Aviv, Izrael                      | tvrdý (h) | Matwé Middelkoop       | Santiago González Andrés Molteni           | 6–2, 6–4                   |
| Finalista | 31. | říjen 2022         | Antverpy, Belgie                      | tvrdý (h) | Matwé Middelkoop       | Tallon Griekspoor Botic van de Zandschulp  | 6–3, 3–6, [5–10]           |
| Finalista | 32. | únor 2023          | Rotterdam, Nizozemsko                 | tvrdý (h) | Matthew Ebden          | Ivan Dodig Austin Krajicek                 | 6–7(5–7), 6–2, [10–12]     |
| Vítěz     | 23. | únor 2023          | Dauhá, Katar (2)                      | tvrdý     | Matthew Ebden          | Constant Lestienne Botic van de Zandschulp | 6–7(5–7), 6–4, [10–6]      |
| Vítěz     | 24. | březen 2023        | Indian Wells, Spojené státy           | tvrdý     | Matthew Ebden          | Wesley Koolhof Neal Skupski                | 6–3, 2–6, [10–8]           |
| Finalista | 33. | 6. května 2023     | Madrid, Španělsko                     | antuka    | Matthew Ebden          | Karen Chačanov Andrej Rubljov              | 3–6, 6–3, [3–10]           |
| Finalista | 34. | 8. září 2023       | US Open, New York, Spojené státy      | tvrdý     | Matthew Ebden          | Rajeev Ram Joe Salisbury                   | 6–2, 3–6, 4–6              |
| Finalista | 35. | 15. října 2023     | Šanghaj, Čína                         | tvrdý     | Matthew Ebden          | Marcel Granollers Horacio Zeballos         | 7–5, 2–6, [7–10]           |
| Finalista | 36. | 5. listopadu 2023  | Paříž, Francie                        | tvrdý (h) | Matthew Ebden          | Santiago González Édouard Roger-Vasselin   | 2–6, 7–5, [7–10]           |
| Finalista | 37. | 13. ledna 2024     | Adelaide, Austrálie                   | tvrdý     | Matthew Ebden          | Rajeev Ram Joe Salisbury                   | 5–7, 7–5, [9–11]           |
| Vítěz     | 25. | 27. ledna 2024     | Australian Open, Melbourne, Austrálie | tvrdý     | Matthew Ebden          | Simone Bolelli Andrea Vavassori            | 7–6(7–0), 7–5              |
| Vítěz     | 26. | 30. března 2024    | Miami, Spojené státy                  | tvrdý     | Matthew Ebden          | Ivan Dodig Austin Krajicek                 | 6–7(3–7), 6–3, [10–6]      |

## Postavení na konečném žebříčku ATP

### Dvouhra
| Rok    | 1999 | 2000    | 2001   | 2002   | 2003   | 2004   | 2005   | 2006   | 2007   | 2008   | 2009   | 2010   | 2011   | 2012 | 2013  | 2014–2023 |
| Pořadí | 907. | ▼ 1073. | ▲ 627. | ▲ 410. | ▲ 330. | ▼ 618. | ▲ 303. | ▲ 259. | ▼ 265. | ▼ 314. | ▼ 396. | ▲ 623. | ▲ 609. | —    | 1351. | —         |

### Čtyřhra
| Rok    | 1999 | 2000   | 2001   | 2002   | 2003   | 2004   | 2005   | 2006   | 2007  | 2008  | 2009  | 2010  | 2011  | 2012  | 2013  | 2014  | 2015 | 2016  | 2017  | 2018  | 2019  | 2020  | 2021  | 2022  | 2023 |
| Pořadí | 832. | ▲ 740. | ▲ 517. | ▲ 317. | ▲ 212. | ▼ 664. | ▲ 307. | ▲ 120. | ▲ 66. | ▲ 78. | ▼ 83. | ▲ 16. | ▲ 11. | ▼ 12. | ▼ 13. | ▼ 30. | ▲ 9. | ▼ 28. | ▲ 18. | ▼ 37. | ▼ 38. | ▼ 39. | ▼ 43. | ▲ 19. | ▲ 3. |